# Helicopriònids
Els helicopriònids (Helicoprionidae) són una família extinta i poc coneguda dels estranys holocèfals, dins de l'ordre dels Eugeneodontiformes. Els membres d'aquesta família posseïen una «espiral de dents» única en la símfisi de la mandíbula inferior, i aletes pectorals reforçades per llargs radials.
Els familiars vius més propers dels Helicoprionidae i de tots els altres eugeneodontiformes són les quimeres.
L'anatomia de les dents es va diferenciar entre gènere i espècie, alguns amb forma d'espirals completes (com els de l'Helicoprion), altres amb forma de mitja espiral (Parahelicoprion), i alguns amb forma de serra (Sarcoprion). Es considera que cada tipus de dentició es va adaptar a un tipus de presa en concret o una estratègia de depredació diferent.

## Gèneres
- Agassizodus †
- Arpagodus †
- Campyloprion †
- Helicoprion †
- Hunanohelicoprion †
- Parahelicoprion †
- Sarcoprion †
- Shaktauites †
- Sinohelicoprion †
- Toxoprion †

## Galeria d'imatges

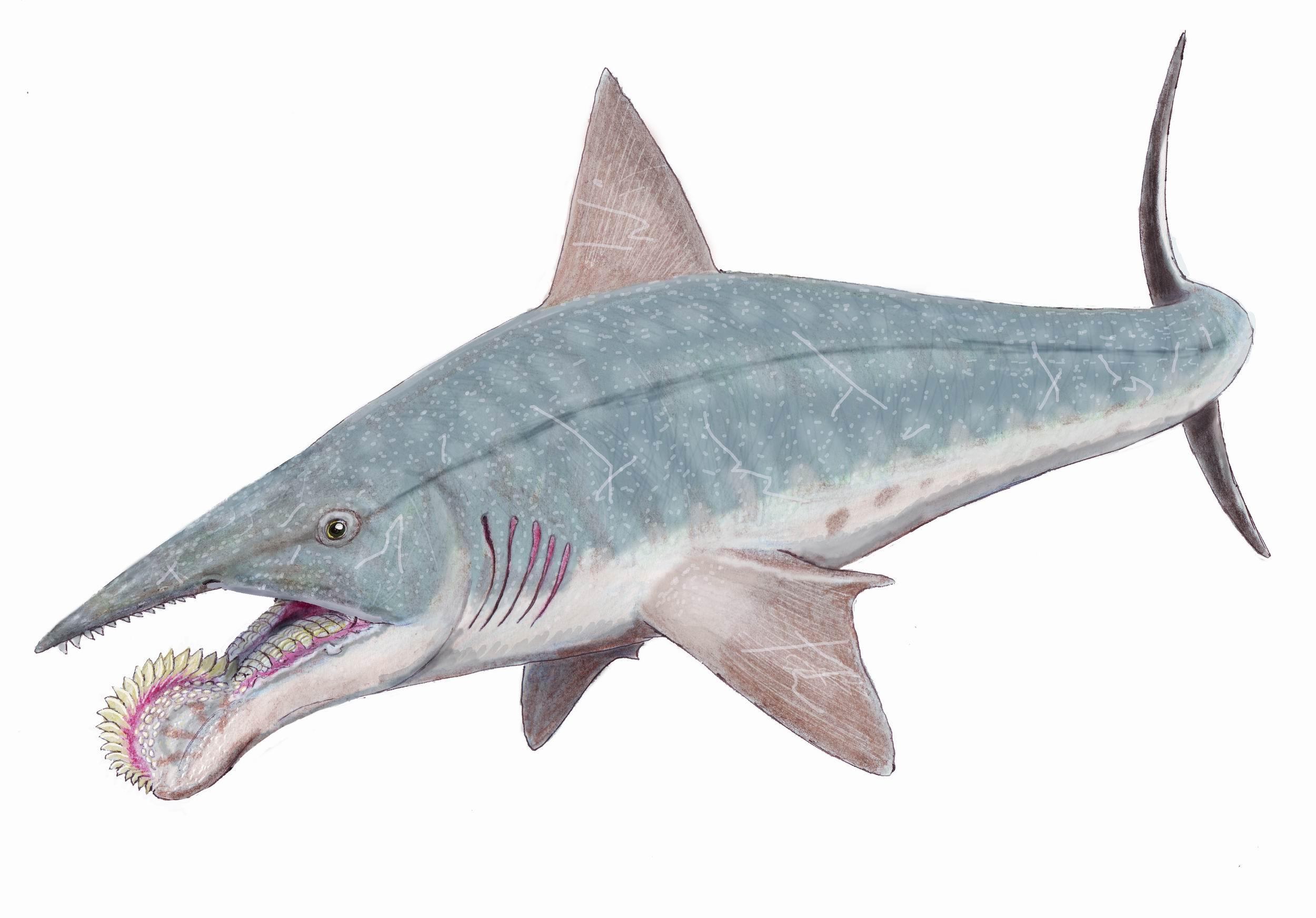
Reconstrucció gràfica de l'Helicoprion bessonovi (antiga hipòtesi d'una prominent mandíbula inferior)
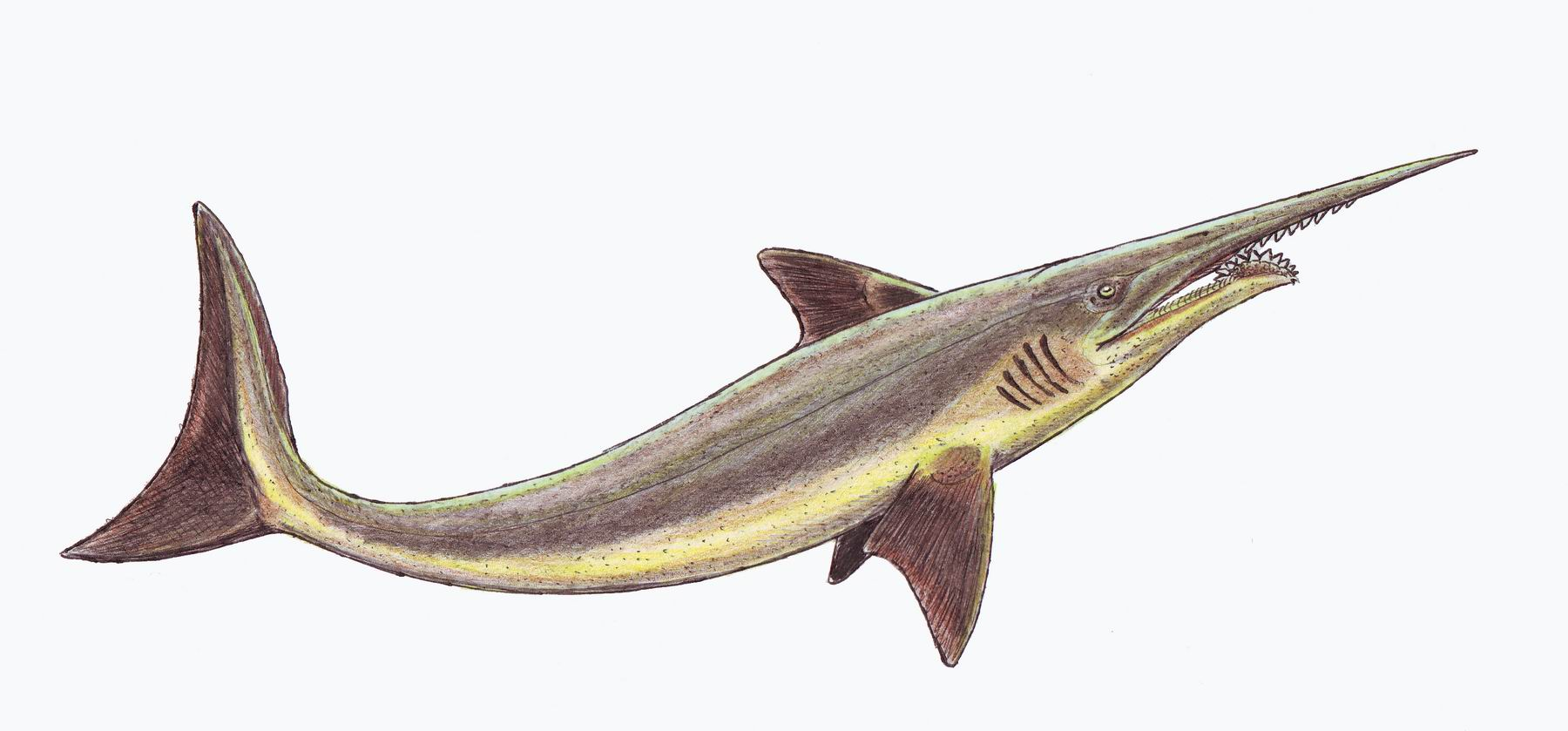
Dibuix del Sarcoprion edax
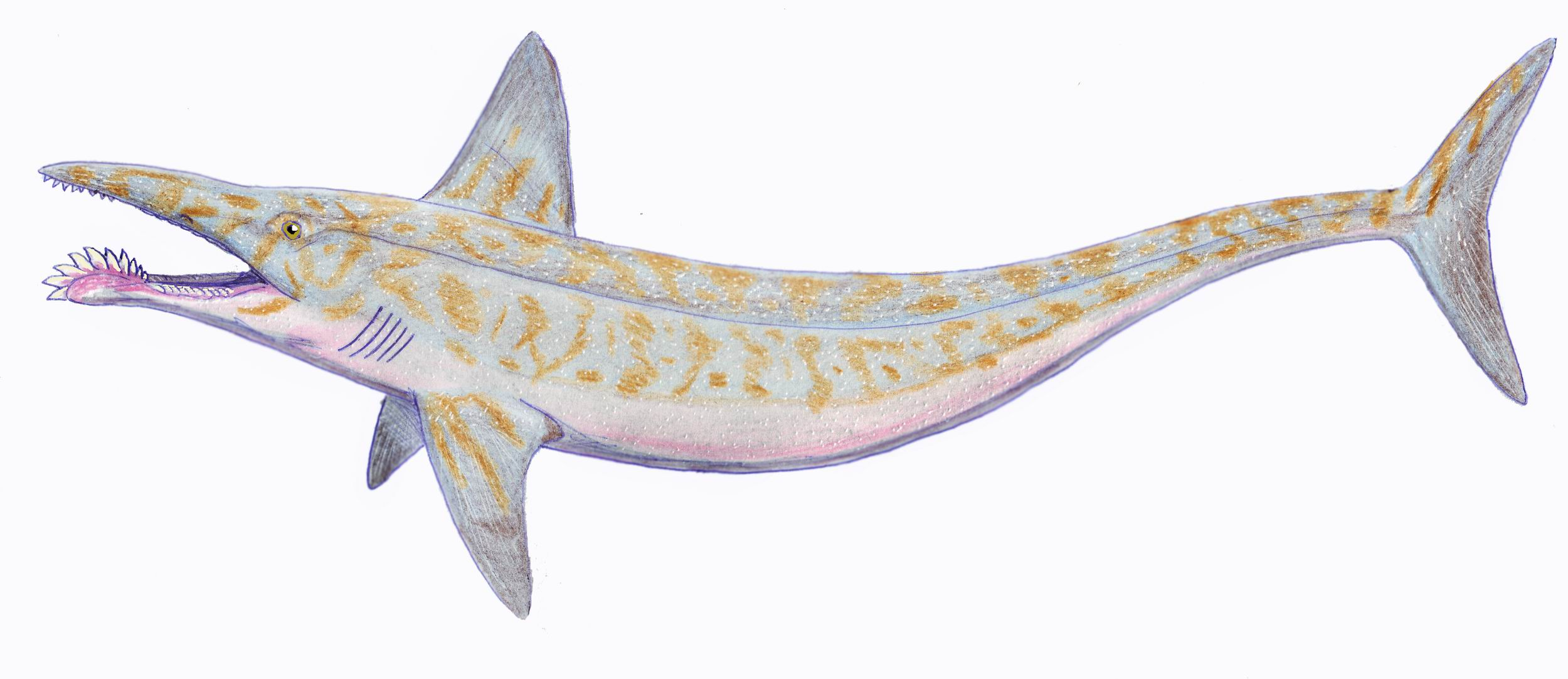
Dibuix del Parahelicoprion clerci